# Alopecosella
Alopecosella is een geslacht van spinnen uit de familie wolfspinnen (Lycosidae).

## Soorten
De volgende soorten zijn bij het geslacht ingedeeld:
- Alopecosella pelusiaca (Audouin, 1826)
- Alopecosella perspicax (L. Koch, 1882)